# Gerardo Allucingoli
Gerardo Allucingoli (* in Lucca; † 1208 wahrscheinlich in Sizilien) war ein römisch-katholischer Kardinal. Seine wiederholte Behauptung, Neffe von Papst Lucius III. zu sein und damit zur Gruppe der Kardinalnepoten zu gehören, ist nicht bewiesen, aber möglich.

## Leben
Gerardo entstammte einer adligen Familie aus Lucca und begann eine kirchliche Laufbahn, erhielt den Titel eines Magisters. Er war Kanoniker des Domkapitels seiner Geburtsstadt Lucca in der Markgrafschaft Tuszien.
Am 1. September 1181 wurde Ubaldo Allucingoli zu Papst Lucius III. gewählt. Wahrscheinlich im Dezember 1182 ernannte der Papst Gerardo zum Kardinaldiakon von Santo Adriano und zum Camerlengo der Heiligen Römischen Kirche, ein Amt, das er bis 1184 innehatte. Zuvor hatte ihn der Klerus von Lucca zum Bischof gewählt. Von 1184 bis 1188 war er Vikar der Päpste Lucius III. und Urban III. Er nahm an der Papstwahl 1185, Oktober 1187, Dezember 1187, 1191 und 1198 teil. Er war Rektor der päpstlichen Enklave Benevent und Kurienauditor. Er wurde 1195 zum Bischof von Lucca gewählt, aber Papst Coelestin III. bestätigte diese Wahl nicht. Mehrmals war er päpstlicher Legat in verschiedenen Teilen Italiens, ab 1205 Kardinalprotodiakon. Papst Innozenz III. ernannte ihn im April 1204 zum geistlichen und weltlichen Vikar des Königreichs Sizilien. Sein Name erscheint zum letzten Mal in einem Dokument vom 20. Juli 1208.